# 100発100中
『100発100中』（ひゃっぱつひゃくちゅう）は、1965年12月5日に公開された日本映画。製作・配給は東宝。カラー、シネマスコープ。
007ブームの中で製作されたアクションコメディだが、ハードさよりも明るいしゃれっけを前面に押し出しており、秘密警察官を自称する主人公からして謎のキャラクターとなっている。
主演の宝田明は、本作品以降演技が都会的になったといい、幼少期を過ごした満州で中国人やロシア人にボディランゲージを交えながらやり取りをしていた経験が活かされたという。

## ストーリー
パリ＝オルリー空港を離陸したエールフランス航空のジェット機。その機内には二人の日本人がいた。
一人はイギリス生まれの日系二世、もう一人は無口な男。ふたりは名前を明かさずバンコク・香港と旅をして、香港でお互いの旅の目的を語りあった。
しかしそこにバイクに乗った殺し屋が現れる。無口な男が殺し屋をルガー拳銃で返り討ちにするが、日系二世の男は射殺されてしまった。
無口な男が日系二世の男のパスポートを確認すると「国際秘密警察 アンドリュー・星野」と記されていた。
そこで無口な男は星野のパスポートを使って羽田空港から入国、殺し屋の正体を探ることにした。
すると羽田空港で奇妙な事件が起こった。税関でストリッパーの持っていた化粧カバンが突然爆発した。その騒ぎの中でまるでその機会を狙っていたかのように中国人の男が逃げ出した。
星野は男を追跡するが見失ってしまった。そこに車に乗った美しい女性・沢田ユミが現れる。
ユミは東南アジアでプラスチック爆弾を売り歩くオシャレな殺し屋。彼女に案内されてたどり着いたのは殺し屋集団「赤月組」の地下室だった。星野は赤月組に捕らえられてしまった。
例の中国人・黄昌齢は赤月組と対立する青沼興業を全滅させるため、ストリッパーにCRS拳銃100丁を持たせて香港から密輸していた。
一方ユミは超音波の笛で遠隔操作で爆破できるプラスチック爆弾を持っていた。
警視庁の手塚刑事は赤月組の調査のために潜入するが、彼もまた星野と同じ地下室に捕らわれてしまう。
ふたりの始末に困った赤月組は冷凍トラックにふたりを乗せ、ユミを見張り役にして東海地方へと向かう。
一方で黄は赤月組に拳銃100丁を売りつけた傍ら、青沼興業に赤月組の秘密と交換で拳銃200丁を売りつけた。そこで黄は星野の秘密を青沼から聞く。
星野の正体はスイスの密売王ド・バルメイエに雇われた殺し屋で、香港でバルメイエから独立したフランス人のルボワと黄を狙って日本にやってきた。しかし星野が赤月組に捕らえられたことを知った黄は安堵した。
しかしその頃星野は手塚と共に脱出に成功した。拳銃に見込みなしと判断したユミが拳銃の荷揚げ先に爆弾を仕掛け、混乱に乗じて星野を助けたのだ。
星野、手塚、そしてユミはルボワの行方を探る。ルボワはイタリアで整形手術を受けたと聞いたが、ふとしたことからマネージャーに置き去りにされたストリッパーのことを知る。
マネージャーの正体は整形したルボワではないかと直感した星野と手塚は、CRS特捜本部に渡りをつけてマニラに飛んだ。
しかし星野は東京からつけて来た青沼の配下小森に捕まり、黄のセスナに乗せられる。手塚とユミは飛行機で追いかけるが、黄はパラシュートでセスナから脱出する。しかし黄は脱出に失敗しプロペラに巻き込まれて死んでしまった。
ジャングルに墜落した3人はルボワ配下のフィリピン人に取り囲まれ、彼の武器工場に連行される。
3人の前に姿を現したルボワは「アンドリュー・星野は黄が香港で殺したはずだ」と目の前の星野を疑う。ルボワは拷問で星野の正体を明かそうと部屋に捕らえるが、ユミが隠したプラスチック爆薬によって脱出に成功する。
ルボワに拳銃を突き付ける星野。マニラ市警察に連絡し、ついにルボワの密輸は幕を閉じた。
ボートでマニラを離れる星野。星野の正体が殺し屋と知った手塚だが、名残を惜しんで彼を見逃した。そしてユミは星野の後を追った。

## キャスト
※映画クレジット順
- アンドリュー星野：宝田明
- 沢田ユミ：浜美枝
- 手塚部長刑事：有島一郎
- 黄昌齢：多々良純
- 小森：平田昭彦
- 赤月譲介：堺左千夫
- サングラスの男：黒部進
- 赤月組子分：伊吹徹（松木）、当銀長太郎（健）
- 青沼武：草川直也
- 赤月組子分：岩本弘司
- 玉井警部：石田茂樹
- ドアマン：小川安三
- ストリッパー：殿岡ハツエ
- 赤月組子分：須永恒
- ユベール・ルボワ：マイク・ダニーン
- 仲間の刑事：坂本晴哉
- 赤月組子分：権藤幸彦
- 国道の男（青沼興業子分）：黒木順
- 赤月組子分：関田裕
- ホステス：毛利幸子
- 青沼興業の子分：伊藤実、古河宏平、久野征四郎
- 赤月組子分：勝部義夫、荒木保夫
- 森下慶一
- ルボワの部下：澁谷英男、篠原正記、宇畄木康二、鈴木治夫

※以下ノンクレジット出演者
- 刑事：天見竜太郎、橘正晃、中島春雄
- 羽田空港の男：大西康雅、勝本圭一郎、門脇三郎、榊田敬二、光秋次郎
- 旅客機の乗客：記平佳枝、高野文子、成田孝
- ボウリング場の客：内山みどり、谷和子
- 羽田空港の係員・ボウリング場の客（2役）：井上大助
- 羽田空港の男・ブルースワンプの客（2役）：安芸津広
- 国道の男（青沼興業子分）・ボウリング場の客（2役）：小松英三郎
- ルボワの部下・ボウリング場の客（2役）：清水良二
- 見張りの男：ゲルト・ビシノスキー
- 香港の殺し屋：鈴木茂夫（乙）、柳成延（甲）
- ルボワの部下：オスマン・ユセフ、鹿島邦義
- ブルースワンプの客：今井和雄、生方壮児
- ブルースワンプのホステス：田辺和佳子
- モラレス警部：アンスルモ・ガルシャ
- ボーイ：ジミー・スキャンダー
- 青沼興業の子分: 越後憲三

## スタッフ
- 製作：田中友幸、角田健一郎
- 監督：福田純
- 脚本：都筑道夫、岡本喜八
- 音楽：佐藤勝
- 撮影：宇野晋作
- 美術：小川一男
- 録音：矢野口文雄
- 照明：森弘充
- 整音：下永尚
- 監督助手：坂野義光
- 編集：藤井良平
- 合成：泉実
- 製作担当者：中村茂
- スチール：荒木伍一

## 主題歌
『100発100中』
- 作詞：岩谷時子
- 作曲：佐藤勝
- 唄：布施明

## 同時上映
『馬鹿と鋏』
- 脚本：田波靖男／監督：谷口千吉／主演：伴淳三郎

## 関連作品
『ゴジラ FINAL WARS』
宝田の演じる国連事務総長醍醐直太郎が「これでも昔は100発100中と言われた男だ。」という台詞を発しており、本作品をオマージュしている。